# Giancarlo Perbellini
Giancarlo Perbellini (Bovolone, 28 novembre 1964) è un cuoco italiano.

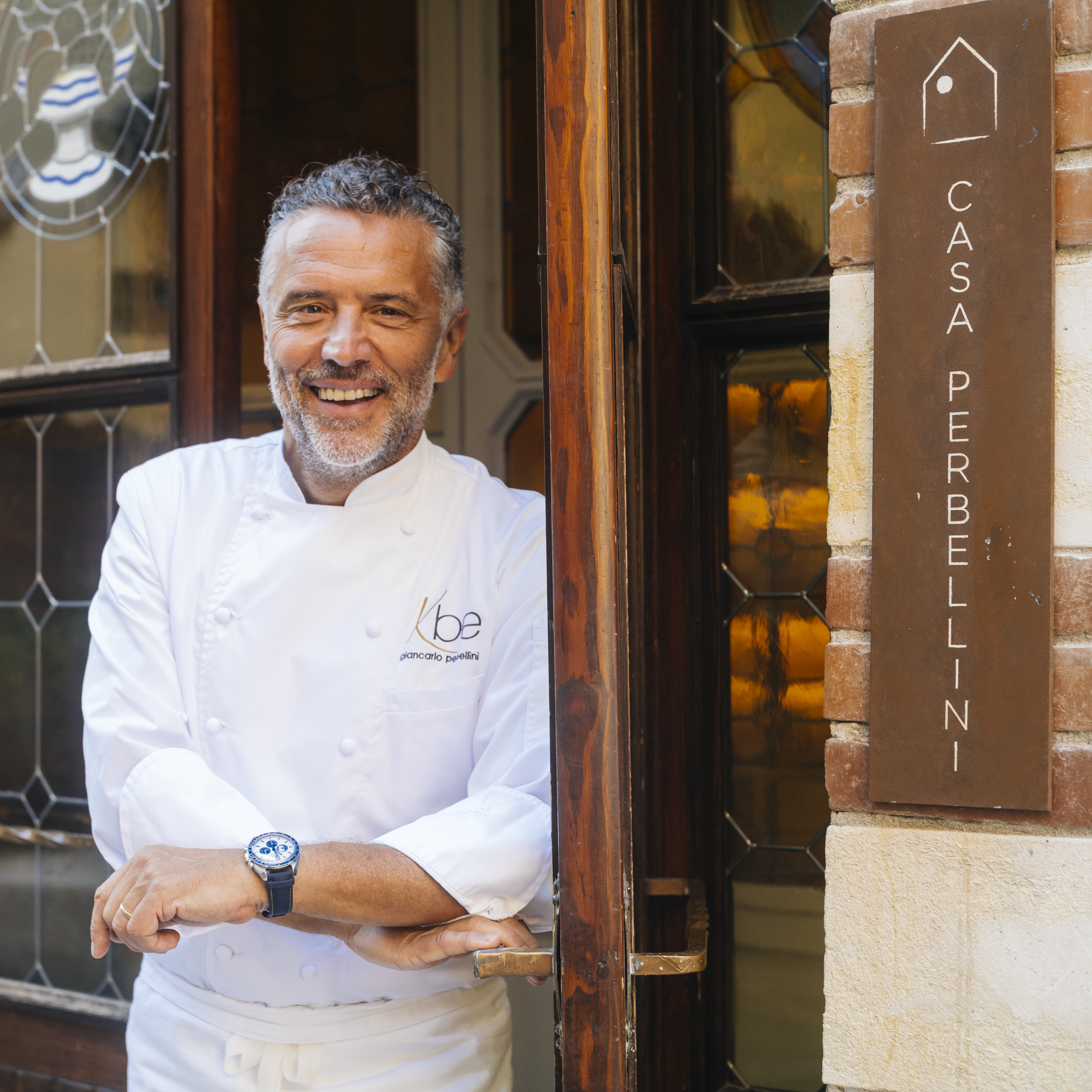
Chef Giancarlo Perbellini all'ingresso di Casa Perbellini 12 Apostoli

Giancarlo Perbellini è uno dei massimi esempi di chef imprenditore, in Italia e all’estero. Sono nove i locali diversificati che compongono il gruppo e che lo chef gestisce in parte da solo e in parte con soci di fiducia, molti dei quali hanno precedentemente lavorato con lui.
“L’ospite è per me un’occasione di fondere i due universi, umano e culturale. La cucina è un luogo di incontro di passato, presente, di vite e di storie ma anche di sogni e visioni. Il ristorante lo sento mio ma lo concepisco a partire dagli altri, cioè penso a come far star bene i miei ospiti. Come grazie a loro ho il piacere di esprimere me stesso”

## Biografia

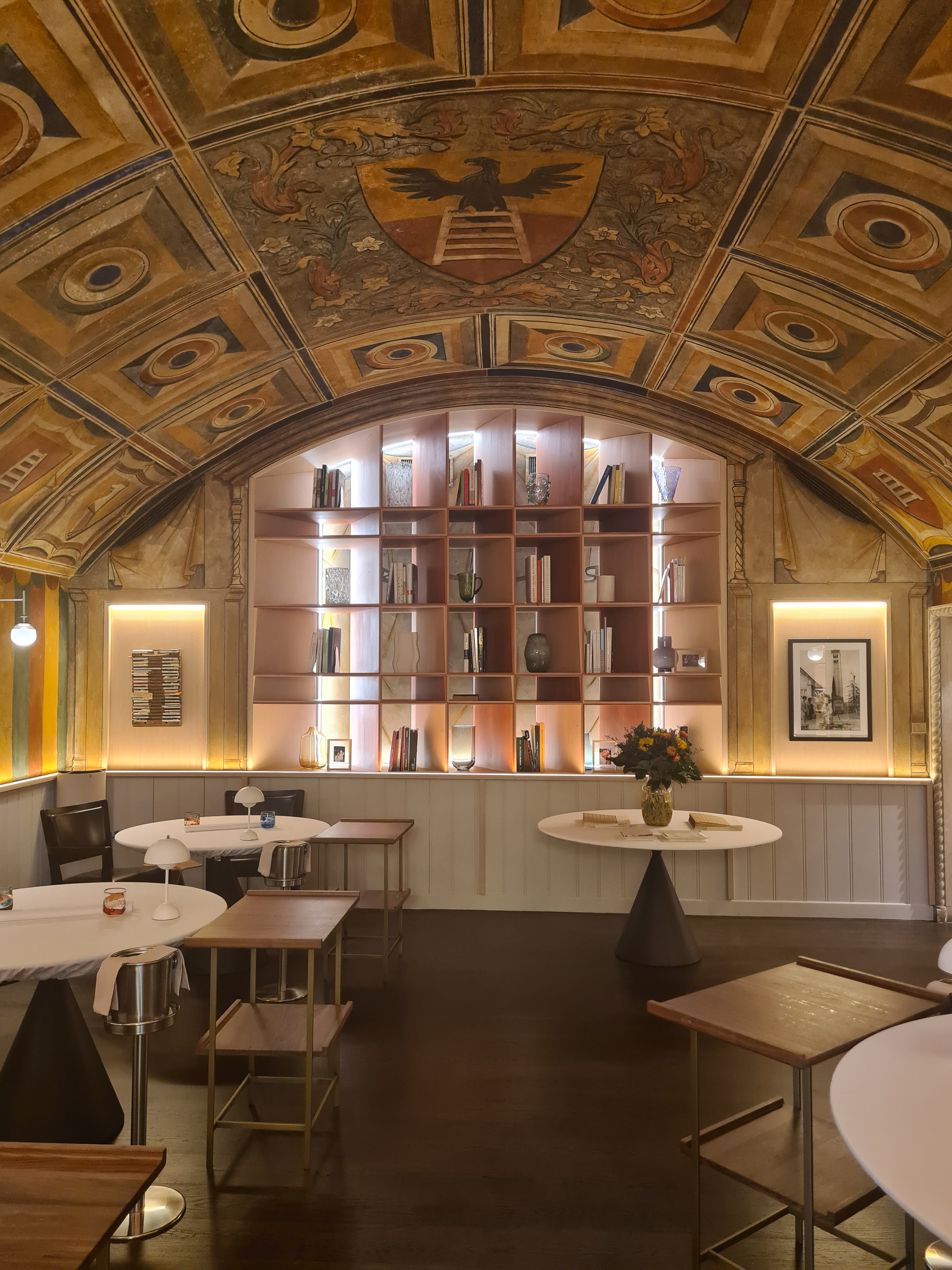
Sala di Casa Perbellini 12 Apostoli

Nato a Bovolone, inizialmente lavora nella pasticceria di famiglia. Conclusi gli studi alla scuola alberghiera di Recoaro Terme, avvia le prime esperienze come cuoco nei ristoranti "Marconi", "Desco" e "12 Apostoli" a Verona e al "San Domenico" di Imola. Prosegue la sua formazione da "Traillevent" a Parigi, all'"Ambroisie" sotto la guida dello chef Bernard Pacaud e a "La Terrasse" di Juan Le Pins.
Nel 1989 rientra a Verona e inaugura il ristorante “Perbellini” a Isola Rizza, che nel 1996 ottiene la prima stella Michelin e nel 2002 la seconda. 
Nel 2012 partecipa al lancio di un ristorante per un noto marchio industriale a New York e nel 2014 mette la sua firma su un nuovo ristorante a Hong Kong.  
Nel 2014 lascia Isola Rizza e inaugura a Verona il ristorante "Casa Perbellini". Lo stesso anno, viene contattato dal "JW Marriott" per aprire e dirigere il "Dopolavoro" sull'Isola delle Rose a Venezia.
Nel 2015, insieme ad alcuni soci, arriva a possedere sei locali nel centro storico di Verona.
Dal 2006 al 2016, è stato presidente per l'Italia del concorso gastronomico "Bocuse d'Or". Dal 2016 è protagonista del programma televisivo "Casa Perbellini" in onda su Gambero Rosso Channel.
Nel mese di marzo del 2018 inaugura il nuovo locale "Locanda Perbellini" a Milano. Il 20 giugno 2020 inaugura la "Locanda Perbellini al mare" a Montallegro, nella località balneare di Bovo Marina. A maggio 2021 ha inaugurato "Locanda Perbellini ai Beati" a Garda, a marzo dell'anno successivo inaugura a Verona "Osteria Mondo d'Oro".
Dall’autunno 2022 a settembre 2023 è stato alla guida del Café e Ristorante Trussardi by Giancarlo Perbellini a Milano, in Piazza della Scala. 
Nel 2023 trasferisce Casa Perbellini negli spazi dell'insegna “12 Apostoli” di Verona e nel mese di settembre dello stesso anno apre la nuova “Casa Perbellini 12 Apostoli” in vicolo Corticella San Marco a Verona. Per il restyling del locale lo chef ha scelto l’archistar di fama mondiale Patricia Urquiola, che in una visione di grande rispetto per l’impianto architettonico preesistente ha saputo tradurre in chiave contemporanea l’atmosfera ricca di tradizione del luogo, creando un ponte che connette passato e presente.
Da gennaio 2024, in qualità di executive chef del brand Pasta Evagelists firma lo speciale menù del Pasta Bar di Pasta Evangelists all’Harrods Dining Hall di Londra, oltre a una linea di creazioni gourmet per il delivery in tutto il Regno Unito.

## Premi e riconoscimenti

### Ristorante Perbellini (Isola Rizza)
- 1 stella. Guida Michelin  (1996)
- 2 stelle. Guida Michelin   (2002)
- 3 forchette. Guida Gambero Rosso (2005)
- 18/20 e premio "Pranzo dell'anno". Guida de L'Espresso (2006)

### Dopolavoro (Venezia)
- 1 stella. Guida Michelin  (2015)

'Classico Contemporaneo' di Giancarlo Perbellini (Ed. Italian Gourmet, 2023)

### Casa Perbellini (Verona)
- 2 stelle. Guida Michelin[9]   (2015)
- 4 cappelli. Guida de L'Espresso (2016)
- 3 forchette. Guida Gambero Rosso (2022)

### Casa Perbellini 12 Apostoli (Verona)
- 3 stelle. Guida Michelin[9]   (2025)

## Opere
- Casa Perbellini – Arte nella classicità (con Stefano Alfonsi), Giunti, 2014
- In acqua e a vapore (con Stefano Alfonsi), Italian Gourmet, 2016
- Millesfoglie, Italian Gourmet, 2018
- Classico Contemporaneo - La grande cucina di ieri e di oggi, Italian Gourmet, 2023